# 副島成記
副島 成記（そえじま しげのり、1974年2月24日 - ） は、日本のイラストレーター、グラフィックデザイナー。神奈川県出身。東京デザイン専門学校イラストレーション科卒業。
株式会社アトラス所属。デザイナーとして金子一馬に師事する。

## 経歴
小学生低学年時代は『ドラえもん』が好きで模写やオリジナルの漫画を描いていた。学生時代にゲームセンターで『豪血寺一族』などのゲームに熱中していたことからゲーム業界を志望、アトラス（旧社）に入社する。入社後は金子一馬率いるアトラスのデザインスタッフとして、金子のデザインを元に再度イラストを書き起こしたり、金子のCGの仕上げを多数担当する。『ソウルハッカーズ』、『ペルソナ2罪・罰』ではサブキャラクターのデザインも務めた。『ステラデウス』で初のメインキャラクターデザイン、アートディレクションを担当。人気作『ペルソナ3』、『ペルソナ4』でもメインキャラクターデザインおよびアートディレクションを担当し知名度を上げる。『Another Century's Episode3』ではバンプレストからオファーを受け、初めてアトラス以外のゲームのキャラクターデザインを担当する。 2010年には初の画集『副島成記アートワークス 2004-2010』が発売された。2013年11月にインデックスの民事再生手続に伴うアトラスブランドの譲渡に伴いインデックス（旧社）を退職し、アトラスブランドの譲受先でかつセガゲームスの子会社であるアトラス（新社、2014年3月まではインデックス）へ入社。

## 人物
『ペルソナ2罪・罰』の登場キャラクターであるギャルソン副島は、自身をモデルとしている。
かつてアトラスに所属し、「女神転生シリーズ」ないし派生シリーズのディレクター・プロデューサーを務めた岡田耕始は、同シリーズの開発秘話を振り返る中で、「会社としても、次の世代に継承していかなきゃってことで、キャラクターデザインも金子の一番弟子だった副島に任せればいいんじゃないか」という当時の心境を明かした。また、特に岡田自身が退職後の「ペルソナシリーズ」に関しては下記の通り評している。
『ペルソナ』は、私がやってたときも何回かアニメ化の話があったんです。ただ版権の問題で、ことごとく頓挫しちゃって。でも私が離れた後、アニプレックスがうまくやってくれた。金子路線から弟子の副島路線にうまく引き継げたとも感じているし、そういう種を蒔けたのはよかったなと。—岡田耕始、

## 作品

### ゲーム
- 真・女神転生デビルサマナー（1995年12月25日、セガサターン） - CGグラフィック
- 女神異聞録ペルソナ（1996年9月20日、PlayStation） - CGグラフィック
- デビルサマナー ソウルハッカーズ（1997年11月13日、セガサターン） - サブキャラクターデザイン、原画
- レブス（1998年3月26日、PlayStation） - アイテムグラフィック
- ペルソナ2 罪（1999年6月24日、PlayStation） - サブキャラクターデザイン、原画
- ペルソナ2 罰（2000年6月29日、PlayStation） - サブキャラクターデザイン、原画
- 真・女神転生 - （2001年5月31日、PlayStation）- 監修
- 真・女神転生II - （2002年3月20日、PlayStation） - 監修
- 真・女神転生if... - （2002年12月26日、PlayStation） - 監修
- 真・女神転生III-NOCTURNE（2003年2月20日、PlayStation 2） - イベント演出、世界観設定
- ステラデウス（2004年10月28日、PlayStation 2） - キャラクターデザイン、アートディレクション
- ペルソナ3（2006年7月13日、PlayStation 2） - キャラクターデザイン、アートディレクション
- ペルソナ3 フェス（2007年4月19日、PlayStation 2） - キャラクターデザイン、アートディレクション
- Another Century's Episode 3 THE FINAL（2007年9月6日、PlayStation 2） - オリジナルキャラクターデザイン
- ペルソナ4（2008年7月10日、PlayStation 2） - キャラクターデザイン、アートディレクション
- ペルソナ3 ポータブル（2009年11月1日、PlayStation Portable） - キャラクターデザイン、アートディレクション
- 桃色大戦ぱいろん（2009年、Windows） - 「高岡みこと」のキャラクターデザイン
- キャサリン（2011年2月17日発売、PlayStation 3、Xbox 360） - キャラクターデザイン、アートディレクション
  - Catherine Classic（2019年1月11日発売、Steam）
- Another Century's Episode Portable（2011年1月13日、PlayStation Portable） - オリジナルキャラクターデザイン
- ペルソナ4 ザ・ゴールデン（2012年6月14日、PlayStation Vita、Steam） - キャラクターデザイン、アートワーク
- ペルソナ4 ジ・アルティメット イン マヨナカアリーナ（2012年7月26日、PlayStation 3、Xbox 360） - キャラクターデザイン、アートワーク
- ペルソナ4 ジ・アルティマックス ウルトラ スープレックスホールド（2014年8月28日、PlayStation 3）- キャラクターデザイン、アートワーク
- ペルソナQ シャドウ オブ ザ ラビリンス（2014年6月5日、ニンテンドー3DS） - キャラクターデザイン
- ペルソナ4 ダンシング・オールナイト（2015年6月25日、PlayStation Vita） - キャラクターデザイン
- ペルソナ5（2016年9月15日、PlayStation 4、PlayStation 3） - キャラクターデザイン
- ペルソナ3 ダンシング・ムーンナイト（2018年5月24日、PlayStation 4、PlayStation Vita） - キャラクターデザイン
- ペルソナ5 ダンシング・スターナイト（2018年5月24日、PlayStation 4、PlayStation Vita） - キャラクターデザイン
- ペルソナQ2 ニュー シネマ ラビリンス（2018年11月29日、ニンテンドー3DS） - キャラクターデザイン
- キャサリン・フルボディ（2019年2月14日発売、PlayStation 4、PlayStation Vita） - キャラクターデザイン、アートディレクション
  - キャサリン・フルボディ for Nintendo Switch（2020年7月2日発売、Nintendo Switch）
- ペルソナ5 ザ・ロイヤル（2019年10月31日、PlayStation 4） - キャラクターデザイン
- 新サクラ大戦（2019年12月12日、PlayStation 4） - ゲストキャラクターデザイン
- ペルソナ5 スクランブル ザ ファントム ストライカーズ（2020年2月20日、PlayStation 4、Nintendo Switch、Steam） - キャラクターデザイン
- m HOLD'EM（2021年7月1日、iOS・Android ）- 「氷室穂高」「槍原凪」のキャラクターデザイン
- メタファー:リファンタジオ（2024年、PlayStation 4、PlayStation 5、Xbox Series X/S、Windows、Steam） - キャラクターデザイン

### 書籍
- 真・女神転生デビルサマナー外伝 鎮魂の哀歌（アスキー・メディアワークス） - 本文挿絵、表紙仕上げ
- 金子一馬グラフィックス 女神転生黙示禄（アトラス） - インタビュー
- ステラデウス・ザ・コンプリートガイド（アスキー・メディアワークス） - インタビュー
- ファウスト vol.4 『廃線上のアリア』（講談社、著：北山猛邦） - 小説イラスト
- ファウスト vol.6 SIDE-B 『糸の森の姫君』（講談社、著：北山猛邦） - 小説イラスト
- ファウスト vol.7 『磔アリエッタ』（講談社、著：北山猛邦） - 小説イラスト
- 副島成記 ART WORKS 2004-2010（エンターブレイン） - イラスト、インタビュー
- キャサリン（KADOKAWA、著：川上亮 本文挿絵：片桐いくみ） - 表紙、キャラクターデザイン
- 副島成記 & P-STUDIO アートユニット ART WORKS 2010-2017（KADOKAWA Game Linkage） - イラスト、インタビュー

### 業務用
- プリント倶楽部（1995年7月）

### アニメーション
- ペルソナ 〜トリニティ・ソウル〜（2008年1月 - 6月） - キャラクターデザイン原案
- Persona4 the ANIMATION（2011年10月 - 2012年3月） - キャラクター原案
- PERSONA3 THE MOVIE - キャラクター原案
  - #1 Spring of Birth（2013年11月23日）
  - #2 Midsummer Knight's Dream（2014年6月7日）
  - #3 Falling Down（2015年4月4日）
  - #4 Winter of Rebirth（2016年1月23日）
- Persona4 the Golden ANIMATION（2014年7月 - 9月） - キャラクター原案、ペルソナデザイン
- PERSONA5 the Animation（2018年4月 - 9月） - キャラクター原案

### その他
- 安室奈美恵『_genic』収録曲『B Who I Want 2 B feat. HATSUNE MIKU』（安室奈美恵×初音ミク コラボレーションイラスト、2015年6月10日）[6]